# Башни исцеления
«Башни исцеления» (яп. 治療塔 Тирё:то:) — научно-фантастический роман Кэндзабуро Оэ, в котором писателем рассматриваются возможные последствия атомной катастрофы в её планетарном масштабе. Главы произведения по мере их написания публиковались с июля 1989 года по март 1990 года в литературном журнале «Хэрумэсу», а затем роман был издан отдельной книгой издательством «Иванами сётэн». Роман переведён на немецкий и испанский языки. В 1991 году Оэ написал продолжение романа, озаглавленное «Планета башен исцеления»

## Сюжет
Действие происходит в начале XXI века, когда после применения ядерного оружия во время фактически предсказанной Оэ войны в Персидском заливе, жизнь на Земле стала невозможной, в результате чего началось контролируемое правительственной организацией «Star Ship» массовое переселение людей на новую планету. Тем не менее часть населения остаётся жить на поражённой радиацией Земле. После десяти лет научных исследований «новой Земли» начинается обратная миграция на «старую Землю». Возвращение приводит к разделению человечества на две группы. Брачные союзы между представителями разных групп порицаются в целях предотвращения заражения переселенцев СПИДом, но остаются теоретически возможными в случае успешного прохождения жителями «старой Земли» анализа крови. Те, у кого выявлен СПИД, а также те, с кем они вступали в сексуальные отношения, подвергаются жестокому остракизму.
Как и в других произведениях Оэ начала 1990-х («Тихая жизнь» и «Пылающее зелёное дерево»), повествование в романе ведётся от женского лица. В «Башнях исцеления» таким персонажем является девушка, чья семья в результате массового переселения на «новую Землю» оказывается, как и всё человечество, разделённой на сторонников и противников миграции, а после возвращения мигрантов из космоса — на «новых» и «старых» людей. Сама героиня во время десятилетнего переселения оставалась на Земле. После возвращения миллионов людей на Землю, она знакомится с одним из них — молодым человеком, за которого хотела бы выйти замуж, что, однако, требует обязательного прохождения проверки на СПИД со всеми последствиями, грозящими ей в случае обнаружения инфекции. Девушка подозревает у себя СПИД, так как неоднократно подвергалась изнасилованию, когда находилась в плену у захватившей её европейской террористической организации. Несмотря на риск, героиня сдаёт кровь на СПИД и узнает о том, что здорова и соответственно может общаться со своим будущим супругом. От него она узнаёт, что членами экипажа космического корабля «Star Ship», на котором перевозились люди на «новую Землю», на этой планете были обнаружены похожие на башни здания, названные ими башнями исцеления. Такое название они получили за то, что каждый вошедший в них и лёгший в находящиеся там напоминающие по форме гробы кровати исцелялся от последствий радиоактивного облучения и других болезней. Кроме того, каждая из башен оказалась древом жизни. Слушая этот рассказ, героиня исцеляется от терзающих её душевных ран и наполняется чувством надежды.

## Интерпретация
Несмотря на то, что роман «Башни исцеления» стал первой работой Оэ, написанной в жанре научной фантастики, он содержит все основные элементы классических произведений писателя: побег от реальности, экзистенциальный тупик, прорыв и следующее за ним обретение надежды, что даёт основание ставить «Башни исцеления» в один ряд с его более ранним романом-катастрофой «Объяли меня воды до души моей». Оставаясь верным самому себе, в «Башнях исцеления» Оэ вновь обращается к темам социально-политического кризиса, свободы и человеческого счастья.